# Александра Клайнман
Александра Роуз «Алікс» Клайнман (англ. Alexandra Rose «Alix» Klineman; 30 грудня 1989) — американська волейболістка. Олімпійська чемпіонка і віцечемпіонка світу з пляжного волейболу в парі з Ейпріл Росс. Переможниця Панамериканського кубка і фіналістка клубної першості Південної Америки з класичного волейболу.

## Клуби
| Роки      | Команди                           |
| --------- | --------------------------------- |
| 2011–2012 | «Скаволіні» (Пезаро)              |
| 2012–2013 | «Асистел Карнагі» (Вілла-Кортезе) |
| 2013–2014 | «Імоко» (Конельяно)               |
| 2014–2015 | «Ігор Горгонзола» (Новара)        |
| 2015–2017 | «Дентіл-Прая» (Уберландія)        |

## Досягнення
У пляжному волейболі
Олімпійські ігри
- Перше місце (1): 2021

Чемпіонат світу
- Друге місце (1): 2019

Всесвітній тур
- Перше місце (5): 2018 (Гаага), 2019 (Янчжоу, Ітапема, Гшад), 2021 (Доха)
- Друге місце (1): 2019 (Токіо)
- Третє місце (2): 2021 (Канкун, Канкун)[2]

У волейболі
Панамериканські ігри
- Третє місце (1): 2011

Панамериканський кубок
- Перше місце (1): 2015

Кубок Італії
- Перше місце (1): 2015

## Статистика
Статистика виступів в єврокубках:
| Сезон   | Клуб                              | Турнір         | Ігри | Сети | Очки | Ср.  | Примітки |
| ------- | --------------------------------- | -------------- | ---- | ---- | ---- | ---- | -------- |
| 2011/12 | «Скаволіні» (Пезаро)              | Ліга чемпіонів | 8    | 26   | 115  | 4,42 |          |
| 2012/13 | «Асистел Карнагі» (Вілла-Кортезе) | Ліга чемпіонів | 8    | 31   | 107  | 3,45 |          |
| 2014/15 | «Ігор Горгонзола» (Новара)        | Кубок ЄКВ      | 2    | 9    | 37   | 4,11 |          |
|         | «Ігор Горгонзола» (Новара)        | Кубок виклику  | 2    | 8    | 23   | 2,87 |          |

Статистика виступів на Олімпійських іграх (пляжний волейбол):
| Турнір                | Партнерка   | Раунд      | Рахунок | Суперниці                         |
| --------------------- | ----------- | ---------- | ------- | --------------------------------- |
| Олімпійські ігри 2020 | Ейпріл Росс | група С    | 2 - 0   | Сюе Чень — Ван Сінь-Сінь          |
| Олімпійські ігри 2020 | Ейпріл Росс | група С    | 2 - 0   | Ліліан Фернандес — Ельза Бакерісо |
| Олімпійські ігри 2020 | Ейпріл Росс | група С    | 2 - 1   | Санне Кейзер — Маделейн Меппелінк |
| Олімпійські ігри 2020 | Ейпріл Росс | 1/8 фіналу | 2 - 0   | Лейла Мартінес — Ліді Ечеваррія   |
| Олімпійські ігри 2020 | Ейпріл Росс | 1/4 фіналу | 2 - 0   | Лаура Людвіг — Маргарета Козух    |
| Олімпійські ігри 2020 | Ейпріл Росс | 1/2 фіналу | 2 - 0   | Йоана Гайдріх — Анюк Верже-Депре  |
| Олімпійські ігри 2020 | Ейпріл Росс | Фінал      | 2 - 0   | Маріафе Артачо — Таліква Кленсі   |

## Галерея

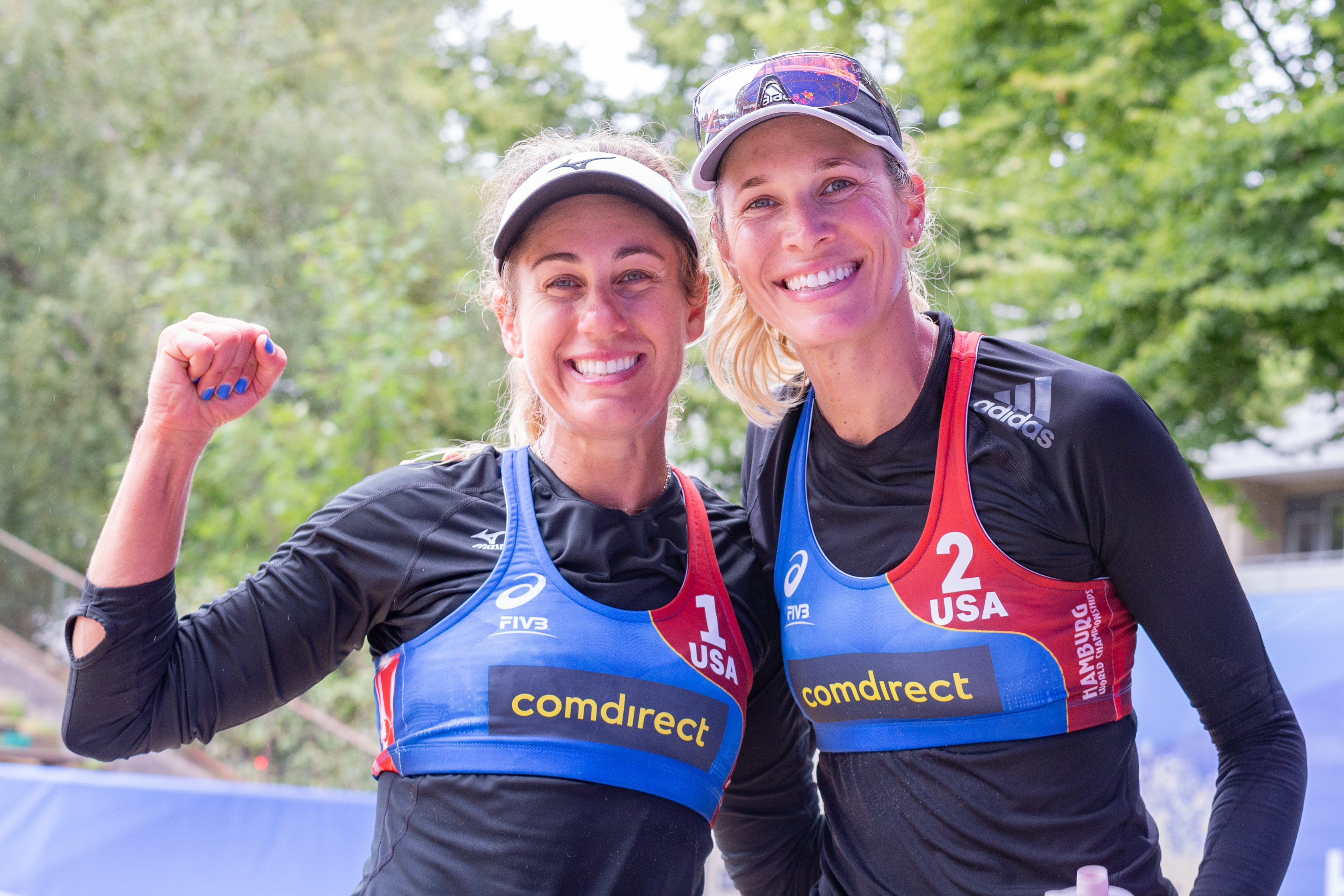
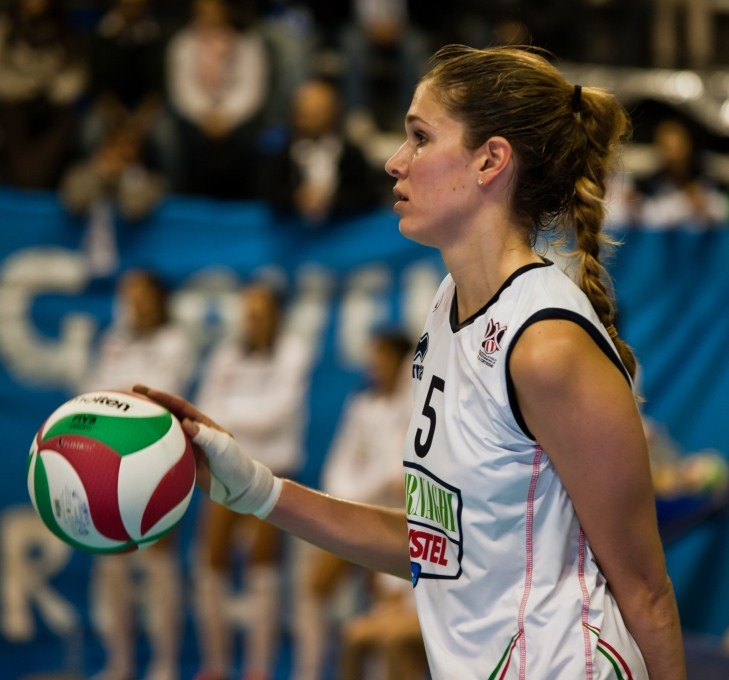